# Lophiostoma acrostichi
Lophiostoma acrostichi är en svampart som först beskrevs av K.D. Hyde, och fick sitt nu gällande namn av Aptroot & K.D. Hyde 2002. Lophiostoma acrostichi ingår i släktet Lophiostoma och familjen Lophiostomataceae.   Inga underarter finns listade i Catalogue of Life.